# Zespół domów urzędniczych przy ulicy Kościuszki w Poznaniu
Zespół domów urzędniczych przy ulicy Kościuszki – zespół domów, zaprojektowanych dla poznańskich urzędników, zlokalizowanych przy ul. Kościuszki 103/109 w centrum Poznania, w bezpośrednim sąsiedztwie nieco późniejszych domów profesorskich przy ul. Libelta.

## Charakterystyka
Zespół zrealizowano w latach 1920–1927 według projektu Rogera Sławskiego, co było wyjątkowe dla przebiegu kariery tego architekta, realizującego raczej gmachy użyteczności publicznej i kościoły. Osiedle wpisuje się łagodnie w otaczający kontekst urbanistyczny, zakrzywienie ulicy i inne obiekty istniejące w pobliżu. Projektant operował tradycyjnymi formami - budynki mają wysoki boniowany cokół, przypory i czterospadowe dachy.
Mieszkania miały dwa lub trzy pokoje i pełny węzeł sanitarny. Między budynkami rozpościerają się niewielkie tereny zielone o charakterze rekreacyjnym.
W pobliżu stoi kościół dominikanów, dawne Prezydium Dzielnicowej Rady Narodowej, szkoła przy ul. Działyńskich, Urząd Wojewódzki i Pomnik Polskiego Państwa Podziemnego. Blisko stąd do Parku Moniuszki.